# Secret base ~네가 준 것~
〈secret base ~네가 준 것~〉(일본어: secret base〜君がくれたもの〜)은 2001년 8월 8일에 발매된 ZONE의 노래이다. 세번째 싱글로 발매되었다.

## 곡 목록
| #  | 제목                                                                   | 작사             | 작곡             | 재생 시간 |
| -- | ---------------------------------------------------------------------- | ---------------- | ---------------- | --------- |
| 1. | 〈Secret Base (Kimi ga Kureta Mono) (secret base 〜君がくれたもの〜)〉 | Norihiko Machida | Norihiko Machida | 4:55      |
| 2. | 〈Shin Boku wa Magma (新・僕はマグマ)〉                                | ZONE             | Morika           | 3:24      |
| 3. | 〈Secret Base (Kimi ga Kureta Mono)〉 (Backing Tracks)                 |                  | Norihiko Machida |           |
| 4. | 〈Shin Boku wa Magma〉 (Backing Tracks)                                |                  | Morika           |           |

## 커버
성우 시모다 아사미, 아스미 카나, MAKO, 아케사카 사토미, 혼다 요코, 코바야시 유우(총칭하여 그룹 "Friends")는 2008년 애니메이션 《오늘의 5학년 2반》의 첫 번째 엔딩 테마로 사용되었다.
2010년 11월 17일, 록 밴드 SCANDAL은 커버 앨범인 《R-GIRL's ROCK!》의 프로모션 싱글로 커버 버전을 발매했다. 그 해 말에, 뮤직 비디오도 공개되었다.
성우 카야노 아이, 토마츠 하루카, 하야미 사오리는 2011년 4월 27일 〈secret base ~네가 준 것~〉의 두 개의 커버 버전을 CD 싱글로 발매했다. 하나는 "10 Years After ver."이고 다른 하나는 "Memento Mori ver."이다. 이 노래는 애니메이션 《그날 본 꽃의 이름을 우리는 아직 모른다》의 엔딩 테마로 사용되었으며 세 사람은 혼마 메이코, 안조 나루코, 츠루미 치리코의 캐릭터의 배역을 맡았다.